# Gustav Sundbärg

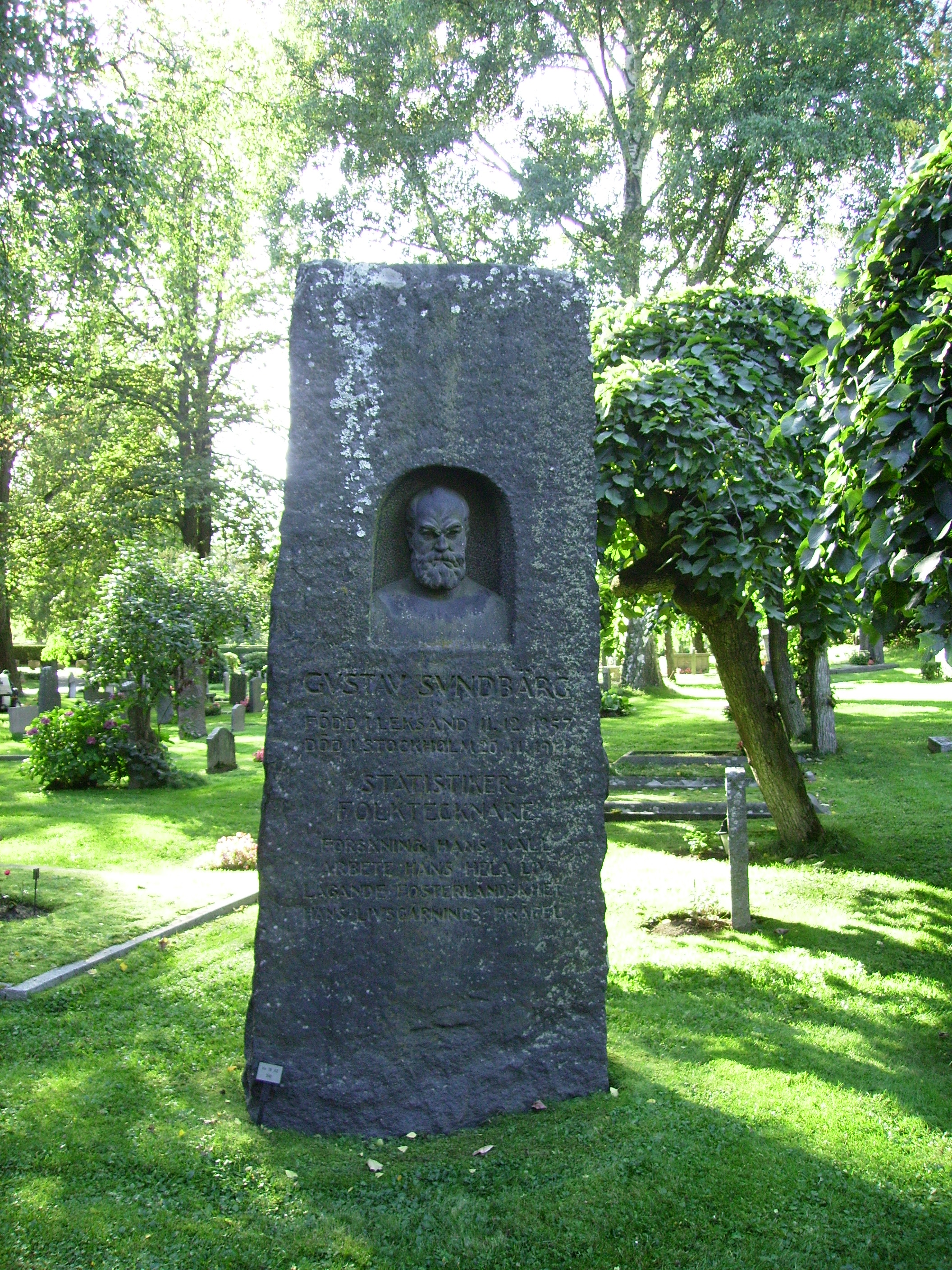
Gustav Sundbärgs gravvård på Norra begravningsplatsen i Stockholm.

Axel Gustaf Sundbärg, född 11 december 1857 i Leksands socken, Kopparbergs län, död 21 november 1914 i Engelbrekts församling, Stockholm, var en svensk statistiker.
Han var bror till Johan Fredrik Sundbärg.

## Vetenskaplig verksamhet
Sundbärg blev student vid Uppsala universitet 1875 och filosofie kandidat där 1878. Han blev amanuens vid Statistiska centralbyrån 1880, aktuarie 1892 samt förste aktuarie 1901.
Sundbärg var en framstående statistiker, och tog verksam del i Statistiska centralbyråns organisation. Han publicerade bland annat Befolkningsstatistiska tabeller öfver Sveriges län (1876), Bidrag till utvandringsfrågan från befolkningsstatistisk synpunkt 1885-86, Befolkningsläran (1894), i »Det ekonomiska samhällslifvet», Dödstalen såsom kulturmätare (1896), Statistiska öfversigtstabeller för olika länder 1895-1904 (i Statens Tidskrift) vars tionde årgång utgavs som ett självständigt arbete, på franska, under titeln "Aperçus statistiques internationaux", med mera.
I juli 1898 förordnades Sundbärg av Statistiska centralbyrån att redigera en stor statistisk handbok över Sverige, till vars utgivande riksdagen anslagit medel, och denna bok La Suède, son peuple et son industrie utkom 1900, och bidrog att på Världsutställningen i Paris 1900 sprida kännedom om Sverige. Arbetet, som även översattes till engelska, utgavs på svenska 1901. Sundbärg var även en av initiativtagarna till den 1901 i Stockholm bildade Statistiska föreningen.
År 1914 introducerade Sundbärg begreppet Eilert Sundts lag för att beskriva mönstret i befolkningsvågorna att antalet födda var beroende av antalet födda i generationen dessförinnan, det vill säga att små barnkullar medförde små barnkullar i den följande generationen och motsvarande för stora barnkullar. Detta medförde förutsägbara vågor i befolkningsstatistiken.

## "Det svenska folklynnet"
Sundbärg knöts som erfaren statistiker till den stora Emigrationsutredningen 1907-1913. Han bidrog med sakkunskap, men blev kanske mest känd för den essä om Det svenska folklynnet som han publicerade bland utredningens bilagor. Essän nådde stor spridning och ger intressanta inblickar både i synen på "folklynne" som vid denna tid antogs vara något nedärvt i en nation eller en bygd, och i högernationalismens politiska förväntningar och självförståelse vid sekelskiftet. 
Sundbärg beskriver svensken som intelligent, hederlig och ridderlig men utan uthållighet och slughet, utan sinne för den egna nationens storhet och med obefintlig instinkt när det gäller att främja sitt lands väl. Till exempel, påpekar han, har endast ett fåtal Nobelpris gått till svenskar, trots att dessa delas ut i Sverige av svenska institutioner, och författare och vetenskapsmän är beklagligt obenägna att lyfta fram Sveriges storhet och slå ner på missuppfattningar eller smädelser. Svenskar är i allmänhet inte heller skickliga affärsmän eftersom de saknar den gnetighet, bakslughet och förmåga att bygga nätverk inom den egna nationella kretsen som kännetecknar till exempel danskar och engelsmän. Därför blir svensken lurad. Herbert Tingsten har påpekat att tanken att det egna folket är alltför ädelt och lättlurat och därför blir ett offer för sina sluga och hårda grannar var vanlig bland nationalister i de flesta europeiska länder under 18-1900-talen.
Sundbärg kontrasterar ivrigt bristen på nationell yra bland svensk arbetarklass och lantbefolkning mot den våg av nationalism och stolthet som bar upp Norge vid samma tid, men undviker att beröra att den norska patriotismen var kopplad till kampen för demokrati och inte lika präglad av aristokratiska minnen som den svenska nationella väckelsen. Hans bok kom att bli mycket citerad vid tiden för Bondetåget 1914, och under de närmaste åren fram till det demokratiska genombrottet.